# Jean-Louis Livi
Jean Louis Félix Livi (* 29. Januar 1941 in Marseille) ist ein französischer Filmproduzent.

## Leben
Jean-Louis Livi wurde als Jean Louis Félix Livi in Marseille geboren. Er war der Sohn von Giuliano/Julien Livi (1917–1994) und der Neffe von Yves Montand (geboren als Ivo Livi).
Livi erwarb 2001 zusammen mit dem Theaterregisseur Bernard Murat das Pariser Théâtre Édouard VII., das ein Jahr lang geschlossen war. Von 2003 bis 2005 leitete er zusammen mit Murat außerdem das Théâtre des Mathurins in Paris.
Seit 1988 tritt er als Filmproduzent in Erscheinung, er war als solcher an mehr als 60 Produktionen beteiligt. Er produzierte in seiner Karriere einige Filme mit Gérard Depardieu in einer Hauptrolle, so Mein Vater, der Held, Daddy Cool, Die siebente Saite und Die Auferstehung des Colonel Chabert. Im Sommer 2021 wurde Livi Mitglied der Academy of Motion Picture Arts and Sciences.
Die Schauspielerin Caroline Sihol ist die langjährige Lebenspartnerin des Filmproduzenten. Sie spielte ebenfalls in Die siebente Saite.

## Filmografie (Auswahl)
- 1988: Die kleine Diebin (La petite voleuse)
- 1991: Mein Vater, der Held (Mon père, ce héros.)
- 1991: Dem Leben sei Dank (Merci la vie)
- 1991: Die siebente Saite (Tous les Matins du monde)
- 1991: Der Joker und der Jackpot (La totale!)
- 1991: One Can Always Dream
- 1992: Ein Herz im Winter (Un coeur en hiver)
- 1994: Daddy Cool
- 1994: Das Lächeln (Le sourire)
- 1994: Die Auferstehung des Colonel Chabert (Le Colonel Chabert)
- 1999: Chili con carne
- 1999: Le fils du Français
- 2005: Sie sind ein schöner Mann (Je vous trouve très beau)
- 2007: Endlich Witwe (Enfin veuve)
- 2008: Ein Mann und sein Hund (Un homme et son chien)
- 2009: Vorsicht Sehnsucht (Les herbes folles)
- 2012: Camille – verliebt nochmal!
- 2012: Ihr werdet euch noch wundern (Vous n’avez encore rien vu)
- 2014: Aimer, boire et chanter
- 2015: Floride
- 2017: Ava
- 2017: Marvin
- 2017: Morgen und an jedem anderen Tag
- 2020: Bis an die Grenze
- 2020: The Father
- 2022: The Five Devils (Les cinq diables)
- 2024: Bolero

## Auszeichnungen

### Ehrungen
- 2014: Ordre des Arts et des Lettres (Komtur)[4]

### Für Filme
British Academy Film Award
- 1994: Nominierung als Bester nicht-englischsprachiger Film (Ein Herz im Winter)

César
- 2007: Auszeichnung als Bester Erstlingsfilm (Sie sind ein schöner Mann)
- 2010: Nominierung als Bester Film (Vorsicht Sehnsucht)
- 2013: Nominierung als Bester Film (Camille – Verliebt nochmal!)

Europäischer Filmpreis
- 1993: Nominierung als Europäischer Film des Jahres (Ein Herz im Winter)